# 訃報 2010年
訃報 2010年（ふほう 2010ねん）は、2010年（平成22年）中に物故した人物をまとめたものである。詳細は月別訃報記事を参照のこと。

## 月別の訃報記事一覧
- 訃報 2010年1月
- 訃報 2010年2月
- 訃報 2010年3月
- 訃報 2010年4月
- 訃報 2010年5月
- 訃報 2010年6月
- 訃報 2010年7月
- 訃報 2010年8月
- 訃報 2010年9月
- 訃報 2010年10月
- 訃報 2010年11月
- 訃報 2010年12月

## 関連書籍
- 『現代物故者事典(2009 - 2011)』日外アソシエーツ、2012年3月1日。ISBN 978-4-8169-2357-9。